# Рубијано (Кремона)
Рубијано је насеље у Италији у округу Кремона, региону Ломбардија.
Према процени из 2011. у насељу је живело 481 становника. Насеље се налази на надморској висини од 61 м.